# Tammám Szalám
Tammám Szalám (teljes nevén: Tammam Saeb Salam; arabul: تمّام صائب سلام) libanoni politikus 1945. május 13-án született. 2014. februárja óta Libanon miniszterelnöke, 2014. májusától ideiglenesen az államfői szerepet is ő tölti be. Független szunnita politikus, aki mindkét uralkodó párttal, a Március 8 és Március 14-gyel is jó viszonyt ápol.

## Gyermekkor és korai évek
A 2015-ben hetvenedik születésnapját ünneplő Tammámnak volt kitől elsajátítania a politika fortélyait, hiszen a korábbi libanoni miniszterelnök, Saeb Salam legidősebb fiaként egy politikailag igencsak erős hatalommal bíró családból származik. Evidens volt tehát, hogy folytatva a családi hagyományt ő is édesapja nyomdokaiba lép majd. Politikai tanulmányai mellett gazdaság és menedzsment szakon is lediplomázott, ráadásul ez utóbbit az Egyesült Királyságban végezte el.

## Karrier
Eleinte üzletemberként tevékenykedett, majd az 1970-es évektől vált a politika aktív szereplőjévé. 1978-ban csatlakozott egy nonprofit segélyszervezethez, a Makassed Alapítványhoz, melynek tagjából 1982-re elnökévé vált. 2000-ben lemondott ugyan elnöki státuszáról, ám továbbra is az alapítvány tiszteletbeli és megbecsült tagja maradt. Az alapítvány elsődleges célja a kultúra és a magasabb szintű oktatás támogatása.
Független szunnita politikusként kezdte pályafutását. (A szunnita iszlám az iszlám legnagyobb ága, a muszlimok mintegy 90%-a a követői közé tartozik. A szunniták követik a próféta szokásait, cselekedeteit és életmódját.)
1992-ben indult először a választásokon, de később visszavonta indulását. 1996-ban került be első alkalommal a parlamentbe, a következő választáson 2000-ben nem jutott be, 2005-ben pedig nem is indult.
2008 és 2009 között Fouad Siniora miniszterelnöksége alatt kulturális miniszteri tisztséget töltött be a libanoni kormányban, előtte Tarek Mitri volt ebben a pozícióban. 2013. április 6-án választották meg Libanon miniszterelnökévé, de csak 2014. február 15-től váltotta Najib Mikatit hivatalában, mivel a kormányváltás elhúzódott a politikai pártok közötti vita miatt a Szíriai háború kapcsán (a két párt a két ellentétes oldalt támogatja a háborúban).
Független politikusként mindkét fő párttal jó viszonyt ápol, ám ez sem segített abban, hogy a két oldal konszenzusra jutva megválassza az ország államfőjét, így a 2013-as választások óta Libanonnak nincs hivatalos államfője, ideiglenesen a feladatokat a miniszterelnök, azaz Tammám Szalám látja el. A libanoni kormányfő ezt az állapotot elfogadhatatlannak tartja, ezért már többször lemondással fenyegetőzött.
2014. december 2-án Brüsszelbe utazott, hogy az Európai Parlamentben felhívja az Európai Unió figyelmét a menekültválságra, illetve segítségüket és támogatásukat kérje az ügyben Libanon számára.

## Magánélet
Felesége Lama Salam, aki ugyancsak aktív politikai szereplő Libanonban, különösen az oktatáspolitika területén tevékenykedik, de számos civil szervezetnek is tagja.
A miniszterelnök idős kora ellenére meglehetősen modern ember, aki igyekszik haladni a korral. Ezt mi sem bizonyítja jobban, mint hogy a közösségi médiában igen aktívan részt vesz. Nem csak facebook, de saját hivatalos, illetve twitter oldallal is rendelkezik, és ezeket rendszeresen használja is.